# Hans-Erich Viet

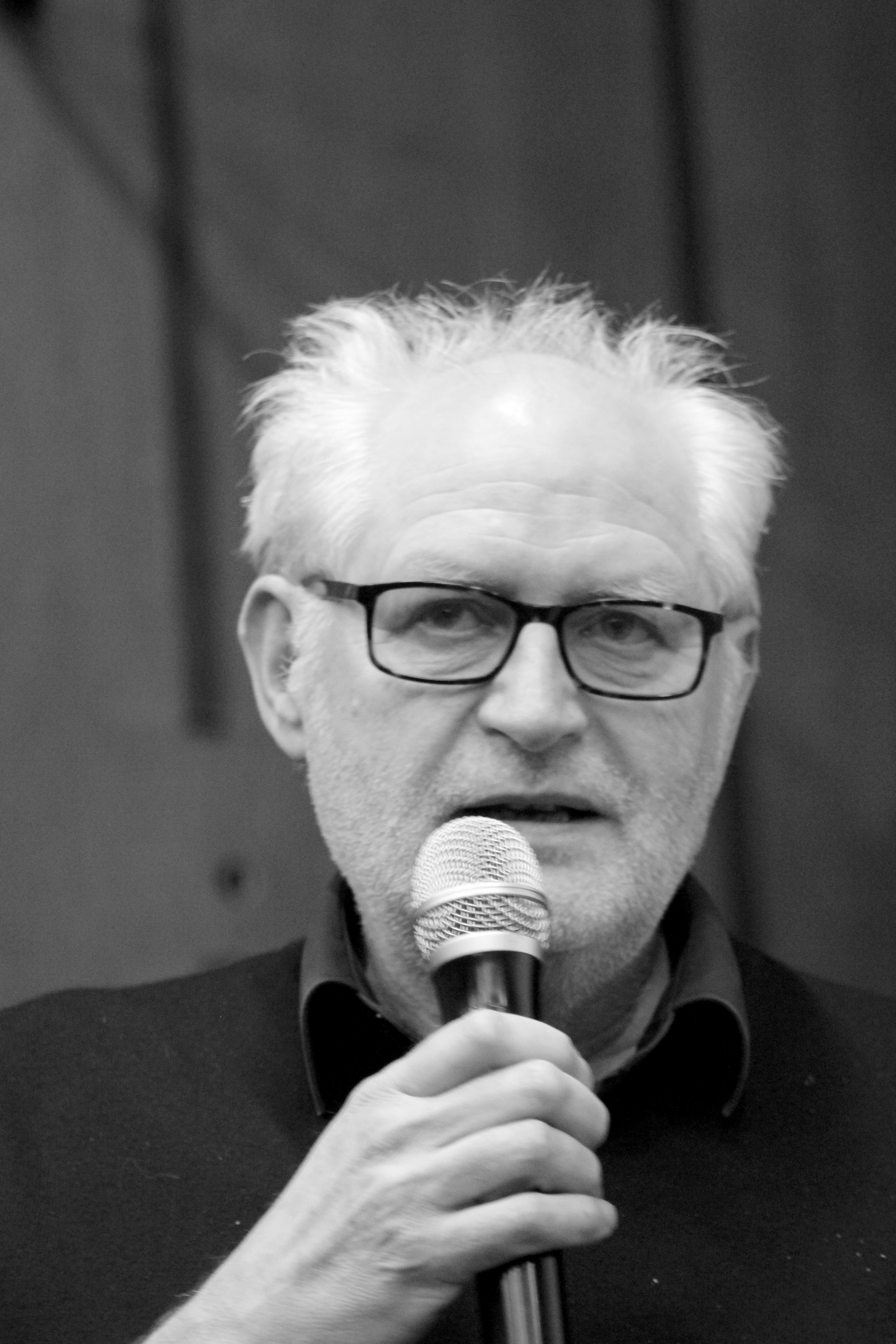
Hans-Erich Viet, 2019

Hans-Erich Viet (* 22. Oktober 1953 im Rheiderland, Ostfriesland) ist ein deutscher Filmregisseur und ehemaliger Professor an der Internationalen Filmschule Köln.

## Leben
Viet absolvierte eine Chemielaborantenlehre und engagierte sich mit der Aktion Sühnezeichen in sozialen Tätigkeiten in England und Nordirland. Später machte er auf dem zweiten Bildungsweg sein Abitur am Hessenkolleg in Kassel und studierte Politologie, Philosophie und Kunstsoziologie an der FU Berlin, sowie Political Sciences an der Queen’s University of Belfast, Nordirland. Seine Diplomarbeit beschäftigt sich mit dem Bürgerkrieg in Nordirland. Er studierte Film an der Hochschule der Künste (HdK) in Berlin und ist Absolvent der Deutschen Film- und Fernsehakademie Berlin (dffb). Außerdem war er Stipendiat und Absolvent der Berliner Drehbuchwerkstatt.
Viet war Gastdozent an der Alice Salomon Hochschule Berlin und gab Seminare an der FH Dortmund, Filmarche in Berlin, beim Filmservice Münster sowie in der Medienwerkstatt Hannover-Linden im Bereich Regie/Drehbuch und Dokumentarfilm. An der Internationalen Filmschule Köln war Viet als Professor für Spielfilmregie tätig.
Hans-Erich Viet ist Mitglied der Deutschen Filmakademie, im Bundesverband der Film- und Fernsehregisseure in Deutschland e. V. (BVR), in der AG dok. Er ist auch Mitglied in der Akademie für Fernsehen gewesen.
Viet lebt in seinem Geburtsort Rheiderland und in Berlin.

### Spielfilm
Während seines Studiums an der dffb arbeitete er zeitweilig mit Detlev Buck, einem Kommilitonen zusammen. Er schrieb am Drehbuch für dessen Film Hopnick (1990) mit und übernahm darin eine Nebenrolle. Der 25-minütige Film wurde ein beachtlicher Erfolg in regionalen Kinos
Außerdem übernahm Hans-Erich Viet in Detlev Bucks erstem Spielfilm Karniggels (1991) die Rolle des Polizisten Paulsen. In den Jahren 1990/91 drehte Viet den Film Schnaps im Wasserkessel als Abschlussarbeit der dffb. Hierbei handelt es sich um eine Dokumentation über die Lebensbedingungen der Landarbeiter in Ostfriesland. Der Film wurde mit dem Adolf-Grimme-Preis 1992 ausgezeichnet.
Bereits ein Jahr danach erhielt er den Filmpreis des Saarländischen Ministerpräsidenten des Filmfestivals Max-Ophüls-Preis für den Spielfilm Frankie, Johnny und die anderen. Ab 1995 war Viet als Regisseur für diverse Fernsehfilme tätig. Die Spielfilme Geiselfahrt ins Paradies wurden für den Max-Ophüls-Preis (1998) und Fasten à la carte (2010) für den Deutschen Fernsehpreis der Akademie der darstellenden Künste nominiert. Neben den Spielfilmen Traumfrau mit Verspätung (2001), Claras Schatz (2003) und Die Stunde der Offiziere (2004) führte Hans-Erich Viet bei einigen Folgen der Serien Großstadtrevier und der Reihe Polizeiruf 110 Regie.

### Dokumentarfilm
Auch als Dokumentarfilmer sollte sich Hans-Erich Viet nach seinem erfolgreichen Debüt mit Schnaps im Wasserkessel weiterhin durchsetzen.
Schon während seiner Studienzeit filmte Viet mehrere Kurzdokumentarfilme, die von seinem sozialpolitischen und geschichtlichen Interesse zeugen, das ihn bis heute bei seiner Arbeit begleitet. In diese Kategorie gehören z. B. der Kurzdokumentarfilm über einen obdachlosen Flakhelfer Wie ein Himmelhund, verdammter Pfeffer (1989), der am 24. April 1989 beim deutschen Wettbewerb des IFF in Oberhausen uraufgeführt wurde sowie Morgenglanz der Ewigkeit aus demselben Jahr, der sich mit Gedenktagen für sogenannte Helden beschäftigt. Beide Filme sind in den Archiven des dffb zu finden.
Im Jahr 1995 stellte Viet seinen Dokumentarfilm über Ludwig Lugmeier, einem bekannten Bankräuber der 1970er Jahre, fertig. Unter dem Titel Luggi L. ist nicht zu fassen wurde er im Dezember 1995 im ZDF sowie auf verschiedenen Festivals gezeigt. Inhaltlich beschäftigt sich der Dokumentarfilm mit den Motivationen, die Lugmeier zum Bankräuber und zwanzig Jahre später zu einem Schriftsteller machten.
Der Dokumentarfilm Die rote Hand von Ulster (The Red Hand of Ulster) (1999) beschäftigt sich mit dem Konflikt in Nordirland bis zum Zeitpunkt des Karfreitagsabkommens im Jahr 1998. Dieser Film wurde für eine ARTE Dokumentationsreihe zum Nordirlandkonflikt mit Fördergeldern des NDR und als Co-Produktion des Bayrischen Rundfunks produziert. Da Hans-Erich Viet lange in Nordirland gelebt und sich auch wissenschaftlich mit diesem Konflikt auseinandergesetzt hatte, konnte er einen Dokumentarfilm mit Insider-Feeling produzieren. Viet entschied sich daher zuerst das Alltagsleben pro-britischer Protestanten, die in prekären Verhältnissen in einem Stadtteil Belfasts lebten, und mit sozialem Niedergang kämpften, zu beleuchten. In den ungeschönten und nicht kommentierten Gesprächen werden die Vorurteile der Protestanten und die von ihnen nicht als Ungerechtigkeit empfundene Behandlung der katholischen Bevölkerung klar. Die taz kommentierte Viets ungewöhnliche Vorgehensweise den Nordirlandkonflikt zuerst aus der Sicht der dominierenden Bevölkerungsgruppe darzustellen als probates Mittel, um dem Protest der Katholiken aus Portadown gegen den dortigen Oraniermarsch, der am Ende des Films mitbeobachtet und erlebt wird, sein volles Gewicht zu verleihen. Die Wut, der Hass und die Verzweiflung der Katholiken kommen dabei plastisch zum Ausdruck, und die Zuschauenden fühlen sich in den Straßenkampf auf der Seite der Katholiken miteinbezogen.
Der von 2001 stammende Dokumentarfilm Milch und Honig aus Rotfront wurde für den Deutschen Filmpreis nominiert. Der Alltag im kirgisischen Dorf Rotfront zeigt das harte Leben der Nachkommen der vor 300 Jahren ausgewanderten deutschen Mennoniten, die in ihren religiösen Regeln und Traditionen verhaftet geblieben sind. Ein besonderer Aspekt dieser Gemeinschaft ist die Tatsache, dass sie noch immer ein dem Ostfriesisch nahes Plattdeutsch sprechen, die Muttersprache von Hans-Erich Viet. Dieser Tatsache wird auch durch einen plattdeutschen Eintrag zum Dokumentarfilm in Wikiwand Rechnung getragen. Die religiöse Bewegung der (Wieder)täufer aus der Reformationszeit entwickelte sich im niederländischen Friesland. Der Vorname des friesischen Theologen Menno Simons, der die Bewegung im 16. Jahrhundert reformierte, gab den Mennoniten ihren Namen. Der Dokumentarfilm beschränkt sich aber nicht nur auf den Alltag in Kirgisien, er begleitet die Bewohnerschaft aus Rotfront, die nach Deutschland emigriert ist, und zeigt wie sie sich in der Bundesrepublik zurechtzufinden. Das ist kein einfaches Unterfangen, aber gemeinschaftlich gelingt ein Neuanfang. Interessant ist auch wie deutsche Nachbarn auf die ihnen vorgelebten Werte dieser religiösen Gemeinschaft reagieren.
Der 2009 auf dem Filmfest Emden-Norderney mit dem DGB Filmpreis ausgezeichnete Dokumentarfilm Deutschland nervt ist ein Roadmovie durch Deutschland auf den Spuren der deutschen Seele. Mit dem ihm eigenen feinem Humor und Provokation geht Hans-Erich Viet der deutschen Identität auf den Grund.
Im Jahr 2012 dreht Viet Schock, schwere Not! Die Sturmflut in Ostfriesland 1962. Der Film trägt die Erinnerungen von Zeitzeugen der Naturkatastrophe zusammen und schafft durch die unterschiedlichen Narrative ein lebhaftes Bild dieses Ereignisses.
Neun Jahre nach Deutschland nervt, erhält Hans-Erich Viet 2018 mit Der letzte Jolly Boy erneut den Filmpreis des DGB beim Filmfest Emden – Norderney. In diesem Dokumentarfilm erzählt Leon Schwarzbaum – Holocaustüberlebender – an den (Tat-)Orten seines Lebens seine Lebenserfahrungen, nicht nur als verfolgter Jude in der NS-Zeit, sondern auch als engagierter Bürger in der heutigen Bundesrepublik Deutschland. Das Roadmovie ist nicht chronologisch aufgebaut, sondern so geschnitten, wie sich auch Erinnerungen in den Alltag eines Menschen plötzlich einschleichen. Es ist der erste Dokumentarfilm von Hans-Erich Viet, der auch mit einem pädagogischen Arbeitsheft ausgestattet wurde, damit er im Unterricht eingesetzt werden kann.

### Der Dokumentarfilm als Mittel politischer Bildung
Im März 2019 nahm Hans-Erich Viet mit seinem Dokumentarfilm Der letzte Jolly Boy an einer Fachtagung in Luxemburg zum Thema „Film und politische Bildung“ teil, an deren Organisation unter anderem das Institut für Demokratiepädagogik (IDP) aus Ostbelgien beteiligt war. Aus diesem ersten Austausch entstand eine Zusammenarbeit, die sich zuerst in der Musikverfilmung von Konsensverschiebungen, einem zeitgenössischen Musikstücks von Wolfgang Delnui, das sich mit dem Rechtsruck in Europa auseinandersetzt, konkretisierte.
Dem schloss sich ein weiteres Projekt an: Die Dokumentation eines Erasmus+ Jugendprojekts, (S)innfluence your World. Dabei setzen sich Jugendliche rund zehn Monate lang mit Grundgefühlen auseinander, die durch verschiedene Kunstarten hervorgerufen bzw. produziert und beeinflusst werden können. Die Filmdokumentation beobachtet den Auseinandersetzungsprozess und fing die Uraufführung mit anschließender Debatte ein. Beide Filme sind mit Arbeitsheften für den Unterricht ausgestattet.

## Filmografie (Auswahl)

### Spielfilme
- 1991: Karniggels (Co-Regie mit Detlev Buck)
- 1993: Frankie, Jonny und die anderen
- 1998: Geiselfahrt ins Paradies
- 1998: Schlange auf dem Altar[20]
- 1999: Polizeiruf 110: Rasputin
- 1999: Polizeiruf 110: Über den Dächern von Schwerin
- 2000: Polizeiruf 110: Ihr größter Fall
- 2000: Polizeiruf 110: Die Macht und ihr Preis
- 2001: Traumfrau mit Verspätung[21]
- 2002: Polizeiruf 110: Memory
- 2003: Die Stunde der Offiziere
- 2003: Claras Schatz[22]
- 2007: Polizeiruf 110: Farbwechsel
- 2010: Fasten à la carte[23]

### Dokumentarfilme
- 1989: Wie ein Himmelhund, verdammter Pfeffer (Kurzfilm)[6][7]
- 1989: Morgenglanz der Ewigkeit (Kurzfilm)[8]
- 1991: Schnaps im Wasserkessel
- 1995: Luggi L. ist nicht zu fassen[9]
- 1999: Die rote Hand von Ulster/THE RED HAND OF ULSTER[10]
- 2001: Milch und Honig aus Rotfront[14]
- 2009: Deutschland nervt[15]
- 2012: Schock, schwere Not! Die Sturmflut in Ostfriesland 1962.[16]
- 2018: Der letzte Jolly Boy[17]
- 2022: (S)innfluence your World (Produktion des Instituts für Demokratiepädagogik)

### Musikverfilmung
- 2022: Konsensverschiebungen, Komposition von Wolfgang Delnui (Produktion des Instituts für Demokratiepädagogik)

### Darsteller
- 1988: Hopnick
- 1991: Karniggels
- 1998: Geiselfahrt ins Paradies

### Produktionen
- 2004: Saratan (Co-Produzent)
- 2013: Taxi and Telephone (Produzent)

### Drehbuchautor
- 1988: Hopnick

## Auszeichnungen
- 1992: Adolf-Grimme-Preis mit Bronze für Schnaps im Wasserkessel
- 1993: Filmpreis des Saarländischen Ministerpräsidenten, Max-Ophüls-Preis, für Frankie, Johnny und die anderen
- 1998: Nominierung Max-Ophüls-Preis für Geiselfahrt ins Paradies
- 2001: Nominierung Deutscher Filmpreis 2001 für Milch und Honig aus Rotfront
- 2009: DGB-Filmpreis (Internationales Filmfest Emden-Norderney) für Deutschland nervt[24]
- 2010: Nominierung Deutscher Fernsehpreis der Akademie der darstellenden Künste für Fasten à la carte
- 2018: DGB-Filmpreis für Der letzte Jolly Boy (Dokumentarfilm über und mit dem Auschwitzüberlebenden Leon Schwarzbaum)[25][26]